# حاجی‌آباد (مشیز)
حاجی‌آباد یک روستا در ایران است که در دهستان مشیز شهرستان بردسیر واقع شده‌است.